# Котенцето на име Джаф
„Котенцето на име Джаф“ е съветски анимационен сериал на московското студио „Союзмультфильм“, създаден и излъчван в периода 1976 – 1982 г. По книгата на Григорий Остер.
Въз основа на разказа "Средата на наденицата" през 2013 г. в Новокузнецк беше открита скулптурата "Наденица на приятелството".

## Сюжет
Анимационен сериал разказва за приключенията на котенцето с необичайно име Джаф и неговия приятел – кученце Шарик. Джаф постоянно попада в нелепи ситуации и намира приключения веднага щом излезе от къщата.
Карикатурата се фокусира върху истинското приятелство, илюстрира грижите на възрастните за малките и слабите. От друга страна, има мнение, че страшното куче и коварната черна котка представляват света на възрастните, докато кученцето и котенцето представляват детския свят — наивен и мил.

## В ролите
- Татяна Решетникова – котенцето Джаф
- Мария Виноградова – кученцето Шарик
- Василий Ливанов – възрастна котка
- Александър Баранов / Юрий Волинцев – възрастно куче

## Серии
- 1976 — Първа серия ("Само неприятности", "Къде е по-добре да се страхуваш", "Средата на наденицата")
- 1977 — Втора серия ("Толкова нечестно", "Кога започват да хапят?", "Добре скрита баничка")
- 1979 — Трета серия (кученцето забрави името си)
- 1980 — Четвърта серия ("Тайният език", "Но все пак е вкусно!", "Дриг и скок")
- 1982 — Четвърта серия (Джаф и Шарик решават да си намерят собственици)